# بیبرکا
شهر بیبرکا (به روسی: Бібрка) در استان لویو در کشور اوکراین واقع شده‌است. جمعیت این شهر ۳,۸۱۰ نفر (۲۰۲۱ تخمینی) است.

## نگارخانه

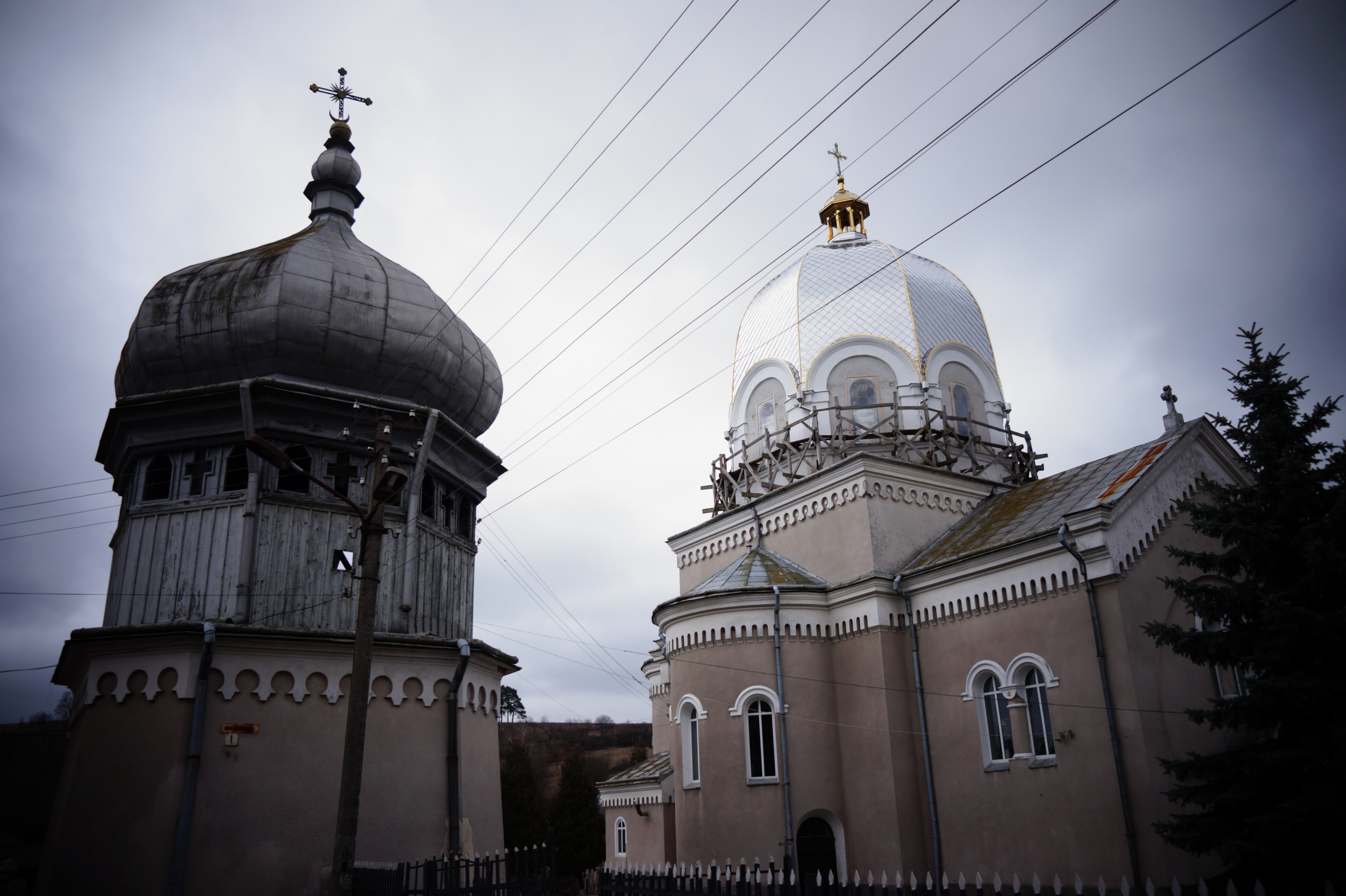
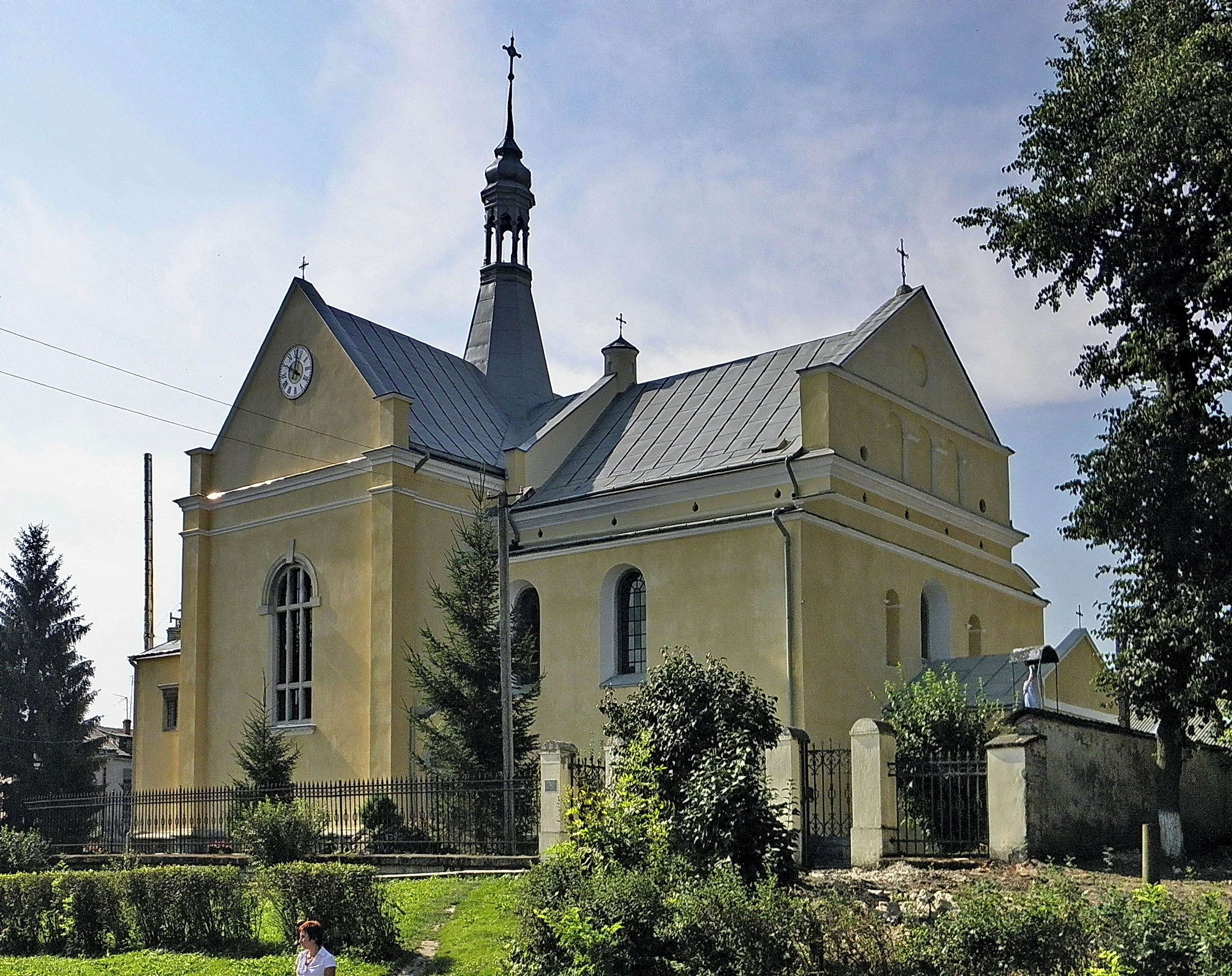
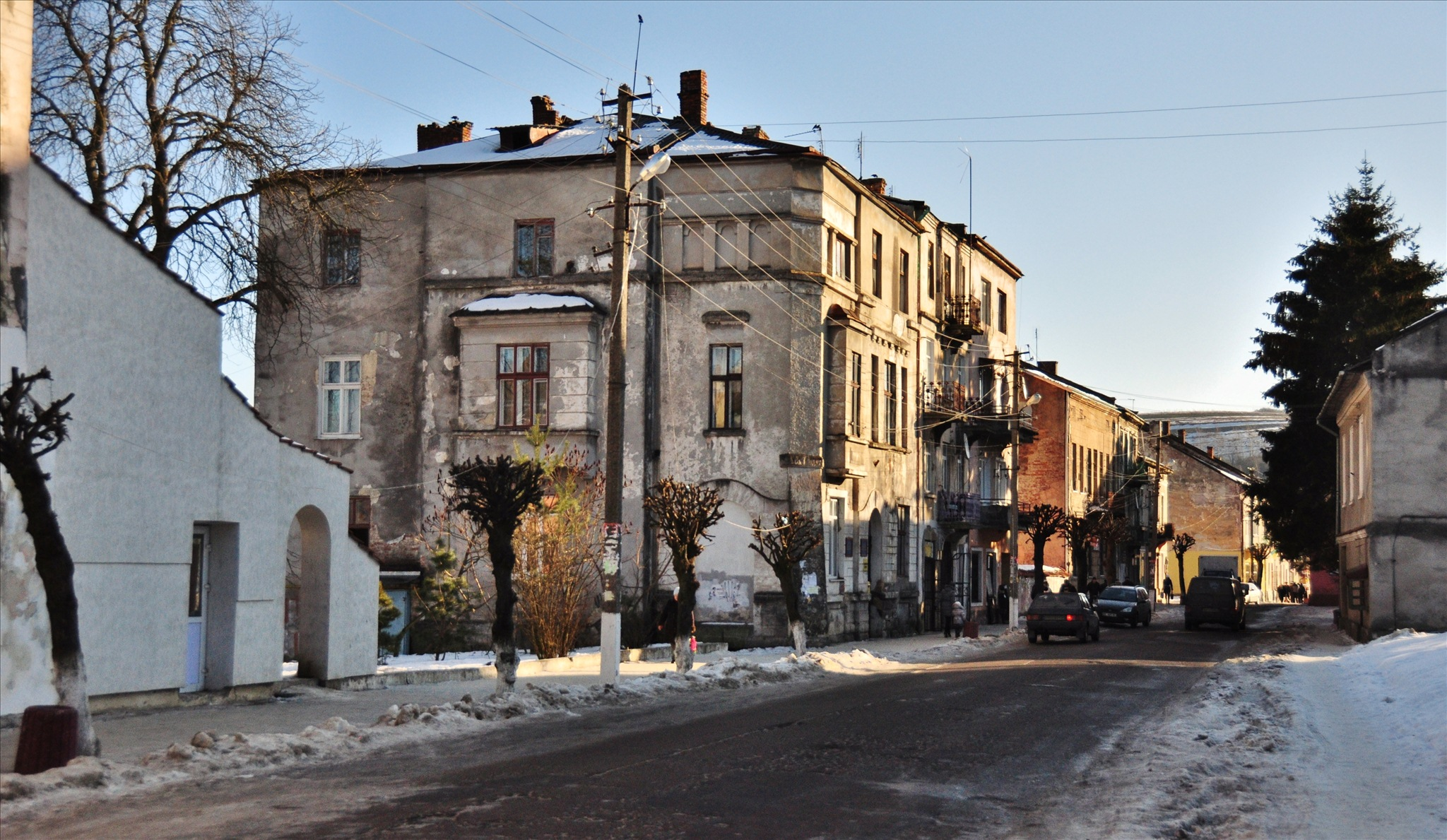
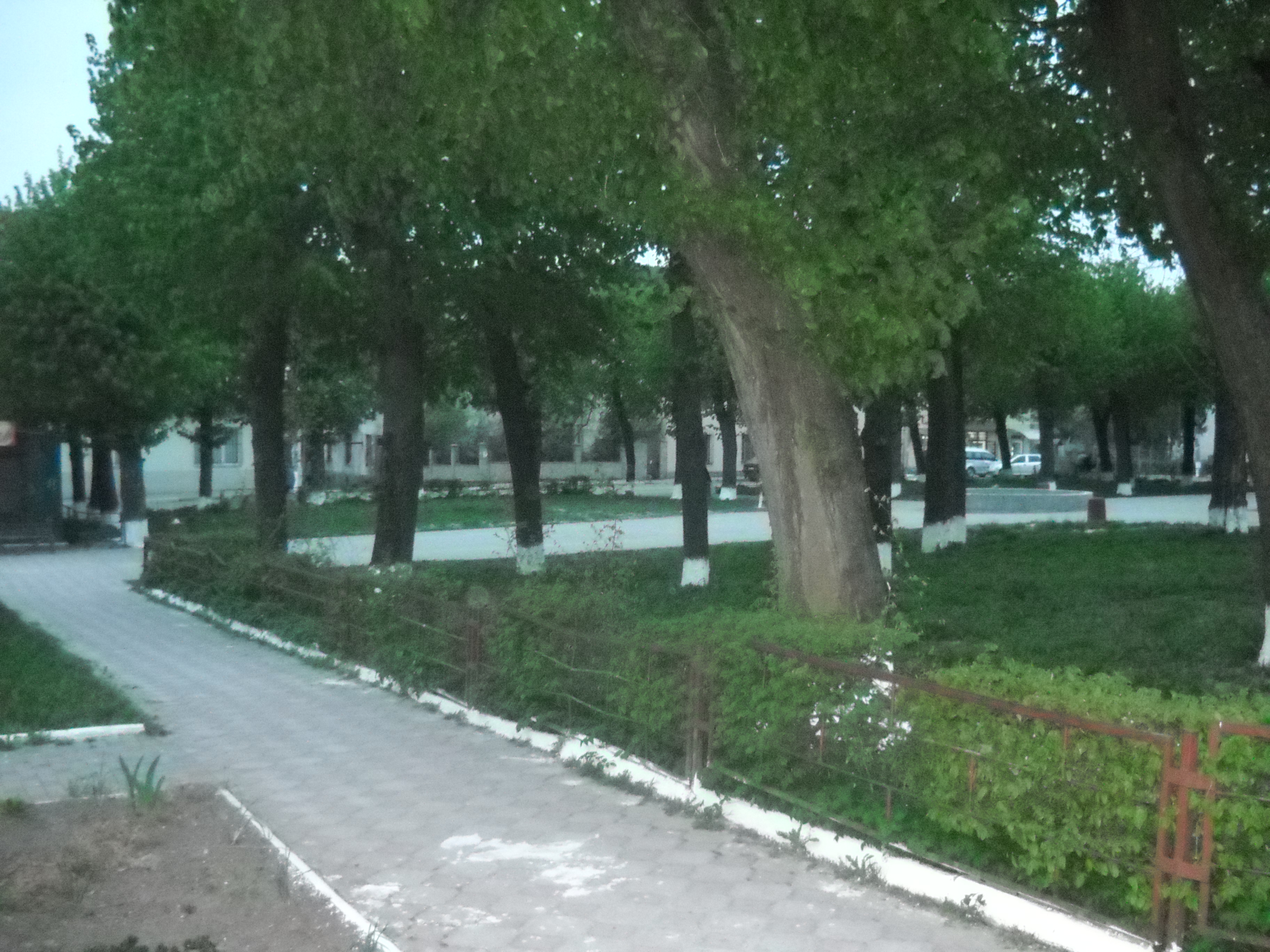